# Даутово (Башкортостан)
Дау́тово, также Дау́т (баш. Дауыт) — деревня в Абзелиловском районе Республики Башкортостан России, относится к Аскаровскому сельсовету.  Согласно переписи 2020 года население составляло 714 человек.

## Географическое положение
Расстояние до:
- районного центра (Аскарово): 3 км,
- центра сельсовета (Аскарово): 3 км,
- ближайшей железнодорожной станции (Магнитогорск-Пассажирский): 50 км.

## История
До 1995 года входила в Давлетовский сельсовет. (Официальная публикация в СМИ: газ. «Известия Башкортостана», № 219 (1093), 14.11.95)

## Происхождение названия
От башкирского личного имени баш. Дауыт  (рус. Даут) Деревня носит имя сотника Даута Сафарова, исполнявшего должность старшины Тамьянской волости в 1778 г.

## Население
| 1968 | 2002 | 2009 | 2010 |
| ---- | ---- | ---- | ---- |
| 242  | ↗306 | ↘305 | ↗352 |

Согласно переписи 2002 года, преобладающая национальность — башкиры (100 %).